# Шехмань
Шехмань — река в России, протекает по Никифоровскому и Петровскому районам Тамбовской области. Правый приток Матыры.
Река Шехмань впадает в Матыру вблизи одноимённого села Шехмань. Устье реки находится в 89 км по правому берегу реки Матыра. Длина реки составляет 26 км, площадь водосборного бассейна 313 км².

## Данные водного реестра
По данным государственного водного реестра России относится к Донскому бассейновому округу, водохозяйственный участок реки — Матыра, речной подбассейн реки — бассейны притоков Дона до впадения Хопра. Речной бассейн реки — Дон (российская часть бассейна).
Код объекта в государственном водном реестре — 05010100412107000002895.